# Chièvres
Chièvres (en való Chieves) és un municipi belga de la província d'Hainaut a la regió valona. Està compost per les viles de Chièvres, Grosage, Huissignies, Ladeuze, Tongre-Saint-Martin i Tongre-Notre-Dame. L'1 de gener del 2024 tenia 7.165 habitants.